# Neogotische kapel (Menen)

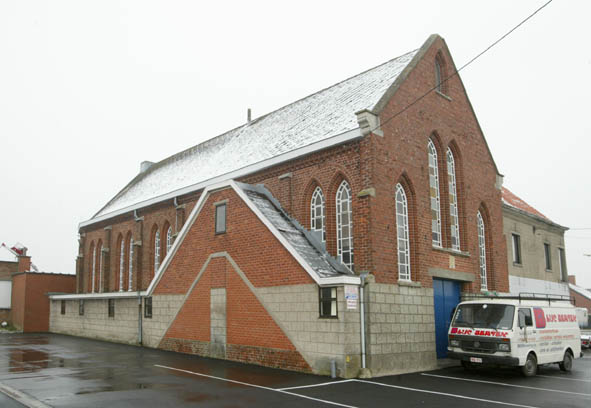
De neogotische kapel in 2004

De neogotische kapel is een kapel in de West-Vlaamse stad Menen, gelegen aan de Charles Capellestraat 124.

## Geschiedenis
Charles Capelle heeft begin 20e eeuw zich ingezet voor het katholiek onderwijs. Deze kapel werd omstreeks 1900 gebouwd en behoort bij een basisschool, tegenwoordig de vrije basisschool Binnenhof, afdeling Koekuit. Koekuit is de betreffende wijk van Menen.
Het is een eenbeukige kapel die in 1938 nog werd uitgebreid in oostelijke richting.
Sinds 2009 is de kapel geklasseerd als bouwkundig erfgoed.